# Neurotecnologia
La neurotecnologia comprende qualsiasi metodo o dispositivo elettronico che si interfaccia con il sistema nervoso per monitorare o modulare l'attività neurale.
Gli obiettivi di progettazione comuni per le neurotecnologie includono l'utilizzo di letture dell'attività neurale per controllare dispositivi esterni come le neuroprotesi, l'alterazione dell'attività neurale tramite la neuromodulazione per riparare o normalizzare la funzione colpita da disturbi neurologici, o aumentare le capacità cognitive. Oltre ai loro usi terapeutici o commerciali, le neurotecnologie costituiscono anche potenti strumenti di ricerca per far avanzare le conoscenze fondamentali delle neuroscienze
Alcuni esempi di neurotecnologie includono la stimolazione cerebrale profonda, la fotostimolazione basata sull'optogenetica e la fotofarmacologia, la stimolazione magnetica transcranica e le interfacce cervello-computer, come gli impianti cocleari e gli impianti retinici.

## Che cos'è
Il campo delle neurotecnologie esiste da quasi mezzo secolo ma ha raggiunto la maturità solo negli ultimi vent'anni. Per interfacciare i dispositivi elettronici con il sistema nervoso è essenziale decodificare i meccanismi e i processi fondamentali della mente umana. È uno degli sforzi centrali della rivoluzione tecnologica basata su una fusione di tecnologie che sta confondendo i confini tra la sfera fisica, digitale e biologica. L'interfaccia del dispositivo elettronico con il sistema nervoso consente il monitoraggio e la modulazione dell'attività neurale. I risultati positivi avranno profonde conseguenze nello sviluppo di metodologie di trattamento per le malattie neurologiche e nello sviluppo di neurotecnologie avanzate e impiantabili come interfacce bidirezionali per varie parti del sistema nervoso. I progressi in questi sforzi sono associati allo sviluppo di modelli basati sulla conoscenza dei processi naturali nei biosistemi che monitorano e/o modulano l'attività neurale. Una delle direzioni prospettiche si evolve attraverso lo studio del modello neurocognitivo madre-feto. Secondo questo modello, il meccanismo naturale innato assicura lo sviluppo corretto (equilibrato) del sistema nervoso embrionale. Poiché l'interazione madre-feto consente al sistema nervoso del bambino di evolversi con un'adeguata sensibilità biologica, condizioni ambientali simili possono curare il sistema nervoso danneggiato. Ciò significa che i processi fisiologici di questa neurostimolazione naturale sono alla base di qualsiasi tecnica di neuromodulazione artificiale non invasiva. Nell'ambito della modulazione dell'attività neurale, questa conoscenza apre la strada alla progettazione e alla messa a punto precisa di dispositivi di stimolazione cerebrale non invasiva nel trattamento di diverse malattie del sistema nervoso studiando il modello neurocognitivo madre-feto.
I settori più specializzati dello sviluppo della neurotecnologia per il monitoraggio e la modulazione dell'attività neurale mirano a creare concetti potenti in neuron-like electrodes, hybrid biotic–abiotic electrodes, planar complementary metal-oxide semiconductor sistemi come piattaforme per la mappatura elettrofisiologica ad alta densità, injectable bioconjugate nanomaterials come agenti di trasduzione per forme magnetiche e/o elettromagnetiche di neuromodulazione e imaging, implantable optoelectronic microchips come fonti di neuromodulazione e componenti minimamente invasivi che utilizzano gli ultrasuoni come veicoli di trasferimento di potenza e di comunicazione wireless per il monitoraggio dell'attività neurale.
L'avvento dell'imaging cerebrale ha rivoluzionato il campo, consentendo ai ricercatori di monitorare direttamente le attività del cervello durante gli esperimenti. La pratica nelle neurotecnologie può essere trovata in campi come le pratiche farmaceutiche, che si tratti di farmaci per la depressione, il sonno, l'ADHD o gli anti-nevrotici alla scansione del cancro, alla riabilitazione dell'ictus, ecc.
Molti nel campo mirano a controllare e sfruttare maggiormente ciò che fa il cervello e come influenza gli stili di vita e le personalità. Le tecnologie comuni tentano già di farlo; giochi come BrainAge e programmi come Fast ForWord[10] che mirano a migliorare le funzioni cerebrali sono neurotecnologie.
Attualmente, la scienza moderna può visualizzare quasi tutti gli aspetti del cervello e controllare un certo grado della funzione del cervello. Può aiutare a controllare la depressione, l'iperattivazione, la privazione del sonno e molte altre condizioni. Dal punto di vista terapeutico può aiutare a migliorare la coordinazione motoria dei pazienti con ictus, migliorare la funzione cerebrale, ridurre gli episodi epilettici (vedi epilessia), migliorare i pazienti con malattie motorie degenerative (morbo di Parkinson, malattia di Huntington, SLA) e può anche aiutare ad alleviare la percezione del dolore fantasma. I progressi nel campo promettono molti nuovi miglioramenti e metodi di riabilitazione per i pazienti con problemi neurologici. La rivoluzione delle neurotecnologie ha dato vita all'iniziativa Decade of the Mind, avviata nel 2007. Offre anche la possibilità di rivelare i meccanismi attraverso i quali la mente e la coscienza emergono dal cervello.

## Tipi
Nel trattamento di diverse malattie del sistema nervoso, esistono due categorie principali di neuromodulazione: chimica ed elettrica. La neuromodulazione elettrica ha tre sottocategorie: cerebrale profonda, del midollo spinale e transcranica (cerebrale). Anche la stimolazione cerebrale profonda è invasiva come quella chimica. Ciò comporta l'impianto chirurgico di elettrodi in sezioni specifiche del cervello. La stimolazione del midollo spinale è una forma di terapia di neuromodulazione invasiva che fornisce impulsi elettrici lievi al midollo spinale. Un generatore di impulsi impiantabile fornisce impulsi lievi lungo sottili cavi elettrici che portano a piccoli contatti elettrici nell'area della colonna vertebrale da stimolare. Per la stimolazione cerebrale non invasiva vengono utilizzati varie domini di neuromodulazione: "Acoustic photonic intellectual neurostimulation" (APIN), "Light therapy" (LT), "Photobiomodulation" (PBM), il gruppo delle techniche di elettroneuromodulazione [Stimolazione magnetica transcranica, TMS (Transcranial magnetic stimulation), Stimolazione magnetica transcranica ripetitiva, rTMS, Stimolazione magnetica transcranica elettrica a correnti dirette, tDCS (Transcranial direct current stimulation), Stimolazione magnetica transcranica elettrica a corrente alternata, tACS (Transcranial alternating current stimulation), Stimolazione magnetica transcranica a rumore casuale, tRNS (Transcranial random noise)], "Low-frequency sound stimulations" (LFSS), including "Vibroacoustic therapy" (VAT) and "Rhythmic auditory stimulation" (RAS).

### Stimolazione cerebrale profonda
La stimolazione cerebrale profonda è attualmente utilizzata nei pazienti con disturbi del movimento per migliorare la qualità della vita dei pazienti.

### Stimolazione magnetica transcranica
La stimolazione magnetica transcranica (TMS) è una tecnica per applicare campi magnetici al cervello per manipolare l'attività elettrica in punti specifici del cervello. Questo campo di studio sta attualmente ricevendo una grande attenzione a causa dei potenziali benefici che potrebbero derivare da una migliore comprensione di questa tecnologia. Il movimento magnetico transcranico delle particelle nel cervello mostra risultati promettenti per il targeting e la somministrazione di farmaci poiché gli studi hanno dimostrato che questo non è invasivo sulla fisiologia cerebrale.
La stimolazione magnetica transcranica è un metodo relativamente nuovo per studiare come funziona il cervello e viene utilizzato in molti laboratori di ricerca incentrati su disturbi comportamentali, epilessia, PTSD, emicrania, allucinazioni e altri disturbi. Attualmente, la stimolazione magnetica transcranica ripetitiva è oggetto di ricerca per vedere se gli effetti comportamentali positivi della TMS possono essere resi più permanenti. Alcune tecniche combinano la TMS e un altro metodo di scansione come l'EEG per ottenere ulteriori informazioni sull'attività cerebrale come la risposta corticale.

### Stimolazione transcranica in corrente continua
La stimolazione transcranica a corrente continua (tDCS) è una forma di neurostimolazione che utilizza una corrente costante e bassa erogata tramite elettrodi posti sul cuoio capelluto. I meccanismi alla base degli effetti della tDCS sono ancora incompleti, ma i recenti progressi nella neurotecnologia che consentono la valutazione in vivo dell'attività elettrica cerebrale durante la tDCS promettono di migliorare la comprensione di questi meccanismi. La ricerca sull'uso della tDCS su adulti sani ha dimostrato che la tDCS può aumentare le prestazioni cognitive in una varietà di compiti, a seconda dell'area del cervello stimolata. tDCS è stato utilizzato per migliorare le abilità linguistiche e matematiche (sebbene sia stata trovata anche una forma di tDCS per inibire l'apprendimento della matematica), capacità di attenzione, risoluzione dei problemi, memoria e coordinazione.

### Elettrofisiologia
L'elettroencefalografia (EEG) è un metodo per misurare l'attività delle onde cerebrali in modo non invasivo. Vengono posizionati numerosi elettrodi intorno alla testa e al cuoio capelluto e vengono misurati i segnali elettrici. Clinicamente, gli EEG vengono utilizzati per studiare l'epilessia, nonché la presenza di ictus e tumore nel cervello. L'elettrocorticografia (ECoG) si basa su principi simili ma richiede l'impianto invasivo di elettrodi sulla superficie del cervello per misurare i potenziali di campo locale o potenziali d'azione in modo più sensibile.
La magnetoencefalografia (MEG) è un altro metodo per misurare l'attività nel cervello misurando i campi magnetici che derivano dalle correnti elettriche nel cervello. Il vantaggio dell'uso del MEG invece dell'EEG è che questi campi sono altamente localizzati e danno luogo a una migliore comprensione di come specifici loci reagiscono alla stimolazione o se queste regioni si attivano eccessivamente (come nelle crisi epilettiche).
Ci sono potenziali usi per EEG e MEG come tracciare la riabilitazione e il miglioramento dopo un trauma, nonché testare la conduttività neurale in regioni specifiche di epilettici o pazienti con disturbi della personalità. L'EEG è stato fondamentale per comprendere il cervello a riposo durante il sonno. L'EEG in tempo reale è stato considerato per l'uso nella rilevazione della verità. Allo stesso modo, la fMRI in tempo reale viene ricercata come metodo per la terapia del dolore alterando il modo in cui le persone percepiscono il dolore se vengono informate di come funziona il loro cervello mentre soffrono. Fornendo un feedback diretto e comprensibile, i ricercatori possono aiutare i pazienti con dolore cronico a ridurre i loro sintomi.

## Impianti
Gli impianti neurotecnologici possono essere utilizzati per registrare e utilizzare l'attività cerebrale per controllare altri dispositivi che forniscono feedback all'utente o sostituiscono funzioni biologiche mancanti. I neurodispositivi più comuni disponibili per l'uso clinico sono gli stimolatori cerebrali profondi impiantati nel nucleo subtalamico per i pazienti con malattia di Parkinson.

## Farmaceutici
I prodotti farmaceutici svolgono un ruolo fondamentale nel mantenere stabile la chimica del cervello e sono la neurotecnologia più comunemente utilizzata dal pubblico in generale e dalla medicina. Farmaci come la sertralina, il metilfenidato e lo zolpidem agiscono come modulatori chimici nel cervello e consentono la normale attività in molte persone il cui cervello non può agire normalmente in condizioni fisiologiche. Sebbene i prodotti farmaceutici di solito non siano menzionati e abbiano un proprio campo, il ruolo dei prodotti farmaceutici è forse il luogo più diffuso e comune nella società moderna. Il movimento di particelle magnetiche verso regioni cerebrali mirate per la somministrazione di farmaci è un campo di studio emergente e non provoca danni rilevabili ai circuiti.

## Considerazioni etiche
Come altre innovazioni dirompenti, le neurotecnologie hanno il potenziale per profonde ripercussioni sociali e legali e, in quanto tali, il loro sviluppo e introduzione nella società solleva una serie di questioni etiche.
Le preoccupazioni principali includono la conservazione dell'identità, dell'agire, della libertà cognitiva e della privacy. Sebbene gli esperti concordino sul fatto che queste caratteristiche fondamentali dell'esperienza umana possano trarre vantaggio dall'uso etico della neurotecnologia, sottolineano anche l'importanza di stabilire preventivamente quadri normativi specifici e altri meccanismi che proteggano da usi inappropriati o non autorizzati.[1] [26][28]

### Identità
L'identità in questo contesto si riferisce alla continuità personale, descritta come integrità fisica e mentale e alla loro persistenza nel tempo. In altre parole, è l'auto-narrativa e il concetto di sé dell'individuo.
Sebbene l'interruzione dell'identità non sia un obiettivo comune per le neurotecnologie, alcune tecniche possono creare cambiamenti indesiderati di gravità variabile. Ad esempio, la stimolazione cerebrale profonda è comunemente usata come trattamento per il morbo di Parkinson, ma può avere effetti collaterali che toccano il concetto di identità, come perdita di modulazione vocale, aumento dell'impulsività o sentimenti di autoestraniamento. Nel caso delle protesi neurali e delle interfacce cervello-computer, lo spostamento può assumere la forma di un'estensione del proprio senso di sé, incorporando potenzialmente il dispositivo come parte integrante di sé o ampliando la gamma di canali sensoriali e cognitivi a disposizione dell'utente oltre i sensi tradizionali.
Parte della difficoltà nel determinare quali cambiamenti costituiscono una minaccia per l'identità è radicata nella sua natura dinamica: poiché ci si aspetta che la propria personalità e il concetto di sé cambino nel tempo come risultato dello sviluppo emotivo e dell'esperienza vissuta, non è facile identificare chiaramente criteri e tracciare una linea di demarcazione tra cambiamenti accettabili e cambiamenti problematici. Questo diventa ancora più difficile quando si ha a che fare con le neurotecnologie volte a influenzare i processi psicologici, come quelle progettate per ridurre i sintomi della depressione o del disturbo da stress post-traumatico (PTSD) modulando gli stati emotivi o la salienza dei ricordi per alleviare il dolore di un paziente. Anche aiutare un paziente a ricordare, cosa che apparentemente aiuterebbe a preservare l'identità, può essere una domanda delicata: "Dimenticare è importante anche per il modo in cui una persona naviga nel mondo, poiché offre l'opportunità sia di perdere le tracce di ricordi imbarazzanti o difficili, sia di concentrarsi su attività orientata al futuro Gli sforzi per migliorare l'identità attraverso la conservazione della memoria corrono quindi il rischio di danneggiare inavvertitamente un processo cognitivo prezioso, anche se guidato in modo meno consapevole."

### Agenzia
Sebbene le sfumature della sua definizione siano dibattute in filosofia e sociologia, l'agency è comunemente intesa come la capacità dell'individuo di prendere e comunicare consapevolmente una decisione o una scelta. Mentre identità e agency sono distinte, una compromissione dell'agency può a sua volta minare l'identità personale: il soggetto potrebbe non essere più in grado di modificare sostanzialmente la propria auto-narrativa e potrebbe quindi perdere la capacità di contribuire al processo dinamico di formazione dell'identità.
L'interazione tra agenzia e neurotecnologia può avere implicazioni per la responsabilità morale e la responsabilità legale. Come per l'identità, i dispositivi volti a trattare alcune condizioni psichiatriche come la depressione o l'anoressia possono funzionare modulando la funzione neurale collegata al desiderio o alla motivazione, compromettendo potenzialmente l'agire dell'utente. Questo può essere anche il caso, paradossalmente, di quelle neurotecnologie progettate per restituire l'agency ai pazienti, come le protesi neurali e le tecnologie assistive mediate da BCI come le sedie a rotelle o gli strumenti di accessibilità del computer. Poiché questi dispositivi spesso funzionano interpretando gli input sensoriali o i dati neurali dell'utente al fine di stimare l'intenzione dell'individuo e rispondere in base ad essa, i margini di stima possono portare a risposte imprecise o indesiderate che possono minacciare l'agenzia: "Se l'intento dell'agente e l'output del dispositivo può andare in pezzi (pensa a come la funzione di correzione automatica negli SMS a volte interpreta erroneamente l'intento dell'utente e invia messaggi di testo problematici), il senso di agenzia dell'utente potrebbe essere minato."

### Privacy
Infine, quando queste tecnologie vengono sviluppate, la società deve capire che queste neurotecnologie potrebbero rivelare l'unica cosa che le persone possono sempre mantenere segreta: cosa stanno pensando. Sebbene ci siano grandi quantità di vantaggi associati a queste tecnologie, è necessario che scienziati, cittadini e responsabili politici considerino le implicazioni per la privacy. Questo termine è importante in molti circoli etici che si occupano dello stato e degli obiettivi del progresso nel campo delle neurotecnologie (vedi Neuroetica). Gli attuali miglioramenti come l' "impronta digitale del cervello" o il rilevamento della bugia mediante EEG o fMRI potrebbero dar luogo a una fissazione di relazioni loci/emotive nel cervello, sebbene queste tecnologie siano ancora lontane anni dalla piena applicazione. È importante considerare come tutte queste neurotecnologie potrebbero influenzare il futuro della società e si suggerisce di ascoltare dibattiti politici, scientifici e civili sull'implementazione di queste nuove tecnologie che potenzialmente offrono una nuova ricchezza di informazioni un tempo private. Alcuni esperti di etica si preoccupano anche dell'uso della TMS e temono che la tecnica possa essere utilizzata per alterare i pazienti in modi non desiderati dal paziente.

### Libertà cognitiva
La libertà cognitiva si riferisce a un diritto suggerito all'autodeterminazione degli individui per controllare i propri processi mentali, la cognizione e la coscienza anche mediante l'uso di varie neurotecnologie e sostanze psicoattive. Questo diritto percepito è rilevante per la riforma e lo sviluppo delle leggi associate.